# Schotenmuscheln
Die Schotenmuscheln (Solemyidae) sind eine Familie innerhalb der Ordnung der Solemyida, die zur Teilklasse der Protobranchia innerhalb der Klasse der Muscheln gestellt wird. Die ältesten Vertreter der Solemyidae sind schon im Ordovizium nachgewiesen. Derzeit werden je nach Auffassung der Autoren bis etwa 60 rezente und fossile Arten zur Familie der Schotenmscheln gestellt.

## Merkmale
Die Familie der Schotenmuscheln beinhaltet Arten mit hinten und vorne abgerundeten, länglich-eiförmigen und länglich-elliptischen Gehäusen, oder Gehäusen, deren Ventral- und Dorsalrand weitgehend parallel verlaufen (gerundet rechteckig). Sie sind mäßig bis stark aufgebläht (dick) und sehr ungleichseitig mit einem mehr oder weniger deutlich zum Hinterende verlagerten Wirbel. Die Wirbel sind klein und stoßen zusammen. Die maximale Länge der Gehäuse beträgt fast 30 cm (†Acharax yokosukensis Kanie & Kuramochi, 1995); sie klaffen am Vorder- und Hinterende. Eine Lunula ist nicht vorhanden, die Area ist dafür recht groß. Der Gehäuserand ist recht scharf und wird vom weit über die mineralische Schale überstehenden Periostracum gebildet. Das interne oder externe Ligament kann vor, zwischen und hinter den Wirbel oder ganz hinter den Wirbeln liegen. Intern kann ein Ligamentträger ausgebildet sein. Das Schloss ist zahnlos, anstelle des Schlosses kann ein Kallus vorhanden sein.
Die weißliche Schale ist dünn und zerbrechlich und besteht aus zwei je nach Art etwas unterschiedlich strukturierten aragonitischen Lagen und dem fest haftenden, vergleichsweise dicken organischen Periostracum. Das Periostracum ist rotbraun mit dunklen oder grünlichen radialen Bändern. Die Oberfläche (des Periostracums) ist glatt und glänzend. Manche Arten besitzen breite radiale Rippen, die durch schmale und flache Streifen getrennt sind.
Es sind noch zwei Schließmuskeln vorhanden, von denen der vordere aber deutlich größer ist als der hintere Schließmuskel. Die Solemyidae besitzen keine Siphonen, die Mantellinie ist nicht eingebuchtet, oft verwachsen und undeutlich. Der Wassereinstrom erfolgt über das Vorderende. Sie besitzen auch keine Byssusdrüse. Einige Arten haben ihren Darm teilweise oder ganz reduziert. Sie ernähren sich von Bakterien im Kiemengewebe. Andere Arten ernähren sich zumindest z. T. auch von Detritus.

## Geographische Verbreitung und Lebensweise
Die Familie ist weltweit verbreitet. Die Arten kommen sowohl in kalten wie wärmeren Meeren vor. Die Arten der Gattung Solemya leben ein bis zwei Zentimeter tief eingegraben in eher flacheren Meeresgebieten (Gezeitenbereich bis etwa 600 Meter) in Sedimenten mit einem hohen Anteil von organischem Material, die oft sauerstoffarm und reich an Schwefelwasserstoff sind. Die Acharax-Arten sind dagegen ausgesprochene Tiefseeformen (tiefer als 400 Meter bis in rund 5.000 Meter), die an Cold Seeps vorkommen oder in Sedimenten, die von aufsteigenden hydrothermalen Wässern beeinflusst sind.
Viele (alle?) Arten der Familie Solemyidae ernähren sich von chemoautotrophen, sulfidoxydierenden Bakterien im Kiemengewebe. Die ist aber bisher noch nicht in allen Arten nachgewiesen. Bei den bisher untersuchten Arten ist dies der Fall, obwohl sich einige Arten noch zusätzlich von Detritus ernähren. Die chemoautotrophen  Gammaproteobakterien von Solemya und Acharax unterscheiden sich sehr deutlich voneinander und lassen auf eine bereits lange zurück liegende Trennung dieser beiden Gattungen schließen.

## Taxonomie
Das Taxon wurde 1840 von John Edward Gray als Solenomyadae aufgestellt, basierend auf der unberechtigten Emendation Solenomya Children, 1823. In der Systematik von Bouchet & Rocroi (2010) ist es die einzige Familie der Überfamilie Solemyoidea. Sie unterteilen die Familie in drei Unterfamilien Solemyinae, Acharacinae und Clinopisthinae unterteilt. Carter et al. (2007) unterteilten dagegen die Überfamilie Solemyoidea noch in vier Familien, drei davon (Ctenodontidae Wöhrmann, 1893, Ovatoconchidae Carter, 2007 und Clinopisthidae Pojeta, 1988) sind nur fossil bekannt. Die Familie Solemyidae s. str. wird in zwei Unterfamilien Solemyinae und Janacekiinae Růžička & Řehoř, 1978 unterteilt. Graham Oliver und John Taylor (2012) behandeln die Familie Ovatoconchidae als Synonym von Solemyidae. Der Fossilbericht der Familie Solemyidae würde damit bis zurück in das Ordovizium reichen; Ovatoconcha stammt aus dem Floium (Unteres Ordovizium). Die Gattungen der Ovatoconchidae sind daher mit einem Fragezeichen markiert. In neueren Originalpublikationen wird die Unterfamiliengliederung der Solemyiidae meist nicht verwendet. Der Familie werden nur zwei rezente und einige ausschließlich fossile Gattungen zugewiesen. Beide rezente Gattungen werden in Untergattungen gegliedert.
- Familie Solemyidae Gray, 1840
  - Acharax Dall, 1908
  -  ?†Dystactella Hall & Whitfield, 1872 (Ordovizium)[8]
  - †Janeia King, 1850 (Silur)
  - †Mazonomya Bailey, 2011 (Oberkarbon)[9]
  -  ?†Ovatoconcha Cope, 1996 (Ordovizium)[8]
  -  ?†Psiloconcha Ulrich, 1894 (Ordovizium)[8]
  - Solemya Lamarck, 1818
  - †Vorkutella Muromtseva & Guskov, 1984 (Perm)

## Belege